# Diocèse d'Antioche
330 – VIIe siècle

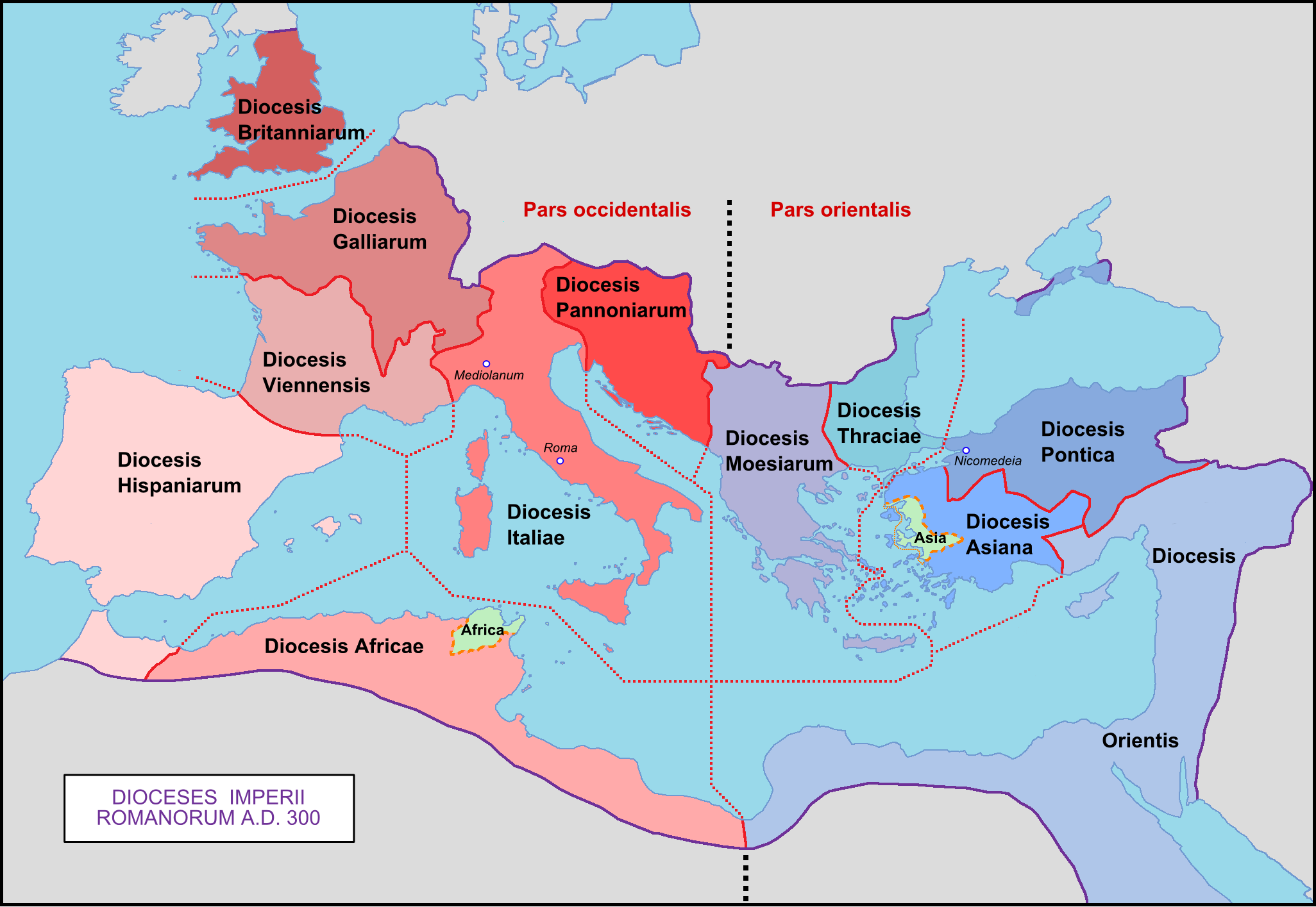
Les diocèses de l'Empire romain en 300.

À la fin de l’Antiquité, le diocèse d'Antioche était un carrefour commercial, agricole, religieux et intellectuel. De plus son emplacement stratégique face à l’Empire sassanide lui donnait une importance militaire majeure.

## Historique
Le diocèse d’Antioche ou diocèse d'Orient était un des diocèses de la préfecture du prétoire d'Orient.
La capitale du diocèse était Antioche. Le vicaire de ce diocèse portait le titre de comes Orientis (« comte de l’Orient »).
Le diocèse a été créé après les réformes de Dioclétien, et était subordonné à la préfecture du prétoire d'Orient. En 535, dans le cadre de ses réformes administratives, Justinien Ier abolit le diocèse, et le comes Orientis devint gouverneur provincial de Syrie. 
Le diocèse a été envahi une première fois par les Sassanides vers 610 avant d'être repris par les Byzantins vers 620 puis définitivement perdu en 640.

## Composition
Le Diocèse d’Orient (en latin Dioecesis Orientis) ou diocèse de l’Est (en grec Διοίκησις Ἑῴα) ou diocèse d'Antioche, constitue l’un des territoires les plus importants de l’empire des points de vue commercial, agricole, religieux et intellectuel, avec une importance stratégique énorme face à l’Empire sassanide et aux tribus agitées du désert :
- Arabie (106-630c) ou Arabia Petraea, capitales Pétra (Jordanie) puis Bosra (Syrie actuelle),
- Palestina Prima ou Palestina I (au sud, dont Jérusalem) (390-636, Césarée),
- Palestina Secunda ou Palestina II (au nord) (390-636, Scythopolis (Beït Shéan)),
- Palaestina Salutaris (en) (incluant la région du Néguev et du Sinaï) (390-636, Pétra),
- Syrie première (395-630c, métropole Antioche-sur-l’Oronte puis Théodoriade (528-630c))
- Syrie (province romaine) (de -64 à 197/198, Antioche), Syrie II
- Cœlé-Syrie (province romaine) (198-395c), Antioche)
- Syrie-Phénicie (province romaine) (194-395c) : Phénicie maritime (395-635, Tyr), Phénicie libanaise (395-635, Émèse (Homs)), et Théodoriade (Laodicée-sur-Mer-Lattaquié en Syrie) à partir de 528,
- Euphratèse (341-650c, Cyrrhus puis Hierapolis Bambyce (Manbij))
- Osroène (214-637, Édesse (Osroène) (Şanlıurfa)), formée après l’absorption du royaume du même nom et servant de frontière avec l’Empire sassanide,
- Mésopotamie (116-117, 198-363, -636), région disputée entre Rome et les Parthes d’abord, l’Empire sassanide par la suite, capitale Amida (Diyarbakır) puis Nisibis (Nusaybin),
- Cilicie (région située sur la Méditerranée, au sud de la Turquie d’aujourd’hui) : province romaine de Cilicie (en) (de -64 à 297), divisée en Cilicie I et Cilicie II (Cilicia Prima (capitale Tarse, Turquie), Cilicia Secunda (capitale Anazarbus, Turquie) et Cilicia Aspera / Isauria (capitale Seleucia), 297-700c).
- Isaurie (de -78/76 à 295, 295-650c, Isaura Palaea (Zengibar, Konya)), région située sur les monts Taurus dans l’actuelle Turquie, entre la Phrygie (au nord), la Cilicie (au sud), la Lycaonie (à l’est) et la Pisidie (à l’ouest),
- Chypre (de -58 à 688, Paphos).

## Liste desComites Orientisconnus

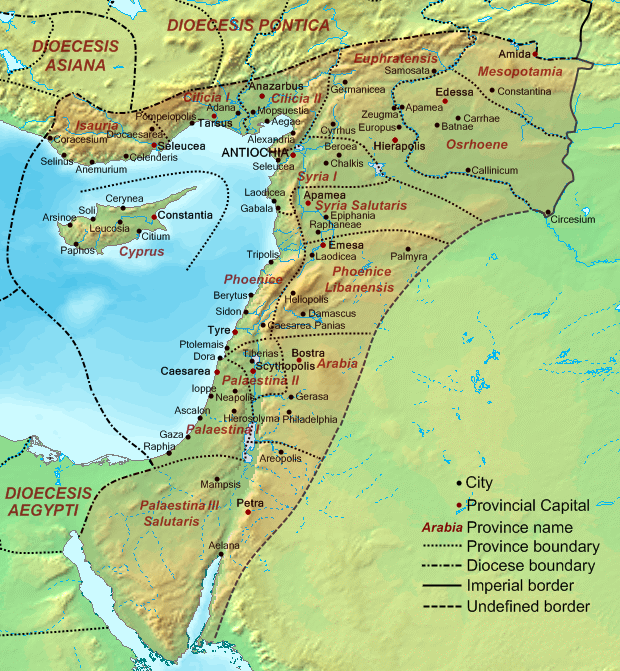
Diocèse d'Orient (et ses provinces) vers 400.

- Quintus Flavius Maesius Egnatius Lollianus (330-336)
- Felicianus (335–?)
- Nébridius (354-358)
- Domitius Modestus (358-362)
- Iulianus (362-363)
- Aradius Rufinus (363-364)
- Eutolmius Tatianus (vers 370)
- Tuscianus (381)
- Philagrius (382)
- Proculus (383-384)
- Icare (vers 384)
- Irénée (431-435)
- Calliopius (494)
- Éphraïm d’Amida (c. 522-c. 525)
- Astérius (587-588)
- Bacchus (588-589)
- Bonosos (vers 609-610)